# Lijst van badplaatsen in Mexico
Hieronder staat een alfabetisch gerangschikte lijst met badplaatsen en stranden in Mexico.

## A
- Acapulco (Guerrero)
- Akumal

## B
- Barra de Navidad
- Barra de Nexpa
- Barra de Potosí
- Boca del Río

## C
- Cabo San Lucas
- Cancún
- Chacalacas
- Costalegre
- Cozumel
- Cuixmala

## E
- Ensenada

## H
- Holbox

## I
- Isla Mujeres
- Ixtapa

## L
- La Costa
- La Paz
- La Pesca
- Loreto

## M
- Mahahual
- Manzanillo
- Mazatlán
- Melaque
- Miramar
- Montepío
- Mulegé

## N
- Nuevo Vallarta

## P
- Pie de la Cuesta
- Playa del Carmen
- Playa Miramar
- Progreso
- Puerto Ángel
- Puerto Arista
- Puerto Escondido
- Puerto Juárez
- Puerto Madero
- Puerto Morelos
- Puerto Vallarta
- Punta Allen

## S
- San Agustinillo
- San Blas
- San José del Cabo
- San Felipe (Neder-Californië)
- Santa Cruz Huatulco
- Sayulita
- Soto La Marina

## T
- Troncones
- Tulum Pueblo

## V
- Veracruz (stad)

## X
- Xcalak
- Xcaret
- Xelhá

## Z
- Zihuatanejo
- Zipolite

Australië ·
België ·
Brazilië ·
Egypte ·
Frankrijk ·
Israël ·
Mexico ·
Nederland ·
Portugal ·
Spanje ·
Turkije .
Verenigde Staten